# Greta Norström
Greta (Margareta) Norström, född 23 november 1768 i Älvdalen, död 23 januari 1848 i Graninge socken, var vittne i Sveriges kanske sista trolldomsmål innan lagen om häxeri avskaffades 1779. 

## Biografi
Vid biskopsvisitationen i Älvdalen i juli 1778 förhördes Norström, dotter till en sergeant, om de anklagelser hon riktat mot "Solder Nils Jonssons hustru" i Garberg. 
Hon uppgav att kvinnan hade:
"dels lockat, dels tvungit henne att göra sig följe på ett högt berg om nätterna på det sätt att de jemte flera ridit igenom luften på en stock".
Greta Norström medgav att hon kan ha drömt detta, och hennes mor sade att man i hemmet kan ha talat om trolldom så hon hört det. Anklagelsen ledde aldrig till åtal utan avfärdades. Året därpå avskaffades trolldomsparagrafen av Gustav III.